# Pristimantis caeruleonotus
Pristimantis caeruleonotus es una especie de anfibio anuro de la familia Craugastoridae.

## Distribución geográfica
Esta especie es endémica de la provincia de Huancabamba en la región de Piura en Perú. Se encuentra en Carmen de la Frontera entre los 2500 y 2900 m sobre el nivel del mar en la cordillera de Huancabamba.

## Publicación original
- Lehr, Aguilar, Siu-Ting & Jordan, 2007: Three new species of Pristimantis (Anura: Leptodactylidae) from the Cordillera de Huancabamba in northern Peru. Herpetologica, vol. 63, n.º 4, p. 519-536.[6]